# 畿內亞高地

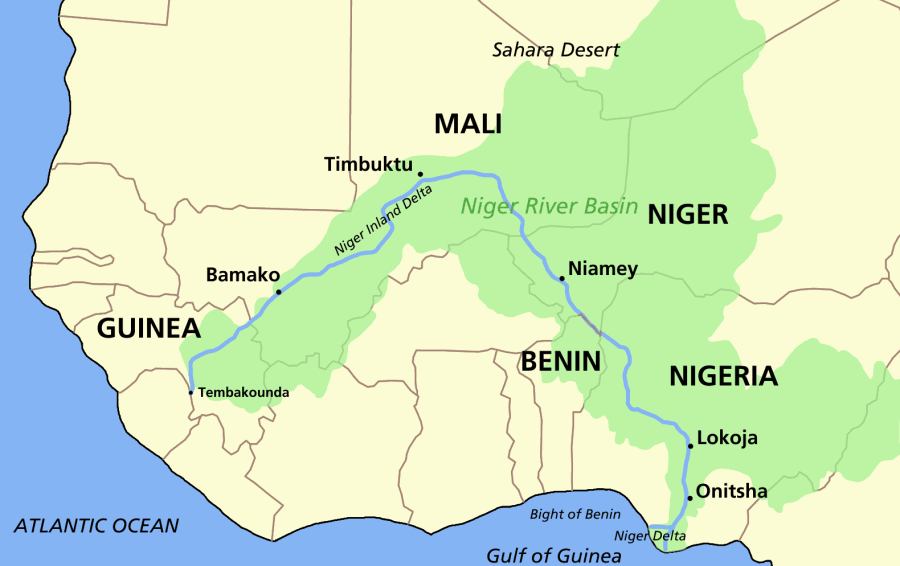

畿內亞高地是西非富塔賈隆南部的高原，從畿內亞東南部延伸至塞拉利昂和利比里亞北部及科特迪瓦西北部，是尼日爾河的發源地，平均海拔高度300至500米，最高點寧巴峰海拔高度1,752米。